# Język mołdawski
Język mołdawski (mołd. лимба молдовеняскэ, rum. limba moldovenească) – język z grupy języków wschodnioromańskich, który jest zazwyczaj utożsamiany z językiem rumuńskim lub uważany za jego regionalną odmianę – dialekt.
Język mołdawski był oficjalnie uznany za język urzędowy w Mołdawii, jednak zgodnie z decyzją Trybunału Konstytucyjnego Mołdawii z grudnia 2013, językiem urzędowym kraju jest język rumuński, a nazwa „język mołdawski” oznacza język rumuński stosowany na terytorium Mołdawii. Język mołdawski, zapisywany cyrylicą, zachował status języka urzędowego w Naddniestrzu, separatystycznym regionie Mołdawii. Między językiem mołdawskim a urzędowym językiem rumuńskim nie występują jednak żadne istotne różnice, poza pojawiającymi się niekiedy w tekstach mołdawskich specyficznymi regionalizmami oraz częstszymi archaizmami i slawizmami. Niewielkie różnice w konwencjach ortograficznych wynikają z istnienia dwóch niezawisłych od siebie organów regulujących normy językowe – Mołdawskiej i Rumuńskiej Akademii Nauk. Poza terytorium Mołdawii posługuje się swoją mową ojczystą mniejszość mołdawska żyjąca przede wszystkim w Rumunii, na Ukrainie i w Rosji.
W Rumunii mołdawski uważany jest powszechnie za jeden z dialektów języka rumuńskiego i nie jest objęty oficjalnym statusem. Liczbę osób posługujących się dialektem mołdawskim w Rumunii szacuje się na 6–7 mln. Część językoznawców jest zdania, że to język rumuński jest odmianą języka mołdawskiego, o czym miałby świadczyć fakt, iż rumuński język literacki rozwinął się głównie na bazie narzecza mołdawskiego, a także to, że mołdawskie teksty literackie są najbardziej archaiczne spośród wszystkich tekstów rumuńskich.

## Występowanie
Język mołdawski, poza terytorium Republiki Mołdawskiej (i nieuznawanej Naddniestrzańskiej Republiki Mołdawskiej), jest używany także w Rumunii (rumuńska część Mołdawii łącznie z południową częścią Bukowiny oraz północno-wschodni Siedmiogród), gdzie powszechnie uważany jest za jeden z dialektów języka rumuńskiego. Mołdawski używany jest również na Ukrainie, w historycznych regionach: Bukowina, Podole, Odesszczyzna i Zaporoże.
Poza mołdawskim obszarem autochtonicznym język mołdawski używany jest w Rosji i pozostałych dawnych republikach radzieckich, gdzie posługuje się nim emigracja mołdawska, zamieszkująca przede wszystkim wielkie miasta, m.in. Moskwę i Petersburg. Początki mołdawskiej emigracji w Rosji i mołdawskich tekstów publikowanych w Rosji sięgają XVIII wieku. Tradycje sięgające XIX w. posiada mołdawska emigracja i literatura mołdawska wydawana w Paryżu. Po 1991 roku nasiliła się emigracja mołdawska do krajów Europy Zachodniej i Ameryki Północnej, przede wszystkim: Włoch, Portugalii i Hiszpanii.

## Alfabet
Do zapisywania zarówno języka mołdawskiego, jak i rumuńskiego (wołoskiego) stosowano pierwotnie cyrylicę, którą w latach 1860–1862 oficjalnie zastąpiono alfabetem łacińskim. W okresie dostosowywania rumuńskich tekstów urzędowych funkcjonował tzw. „alfabet transferowy” (1860–1862), w którym znalazły się zarówno litery łacińskie, jak i litery cyrylicy. Niemniej przez cały czas na terytorium historycznej Mołdawii, a w szczególności w Besarabii, były wydawane publikacje w cyrylicy.
W latach 1924–1989, w odróżnieniu od języka rumuńskiego używanego w Rumunii, w Mołdawii język mołdawski zapisywany był za pomocą cyrylicy. Za pomocą cyrylicy zapisywano również inne języki ZSRR, m.in. rosyjski, ukraiński i białoruski, a także bułgarski i serbski, co miało zapewne istotny wpływ na wprowadzenie nowego alfabetu. Obecnie – tak jak w Rumunii – w Mołdawii używany jest alfabet łaciński, lecz w separatystycznej Mołdawii Naddniestrzańskiej nadal używa się cyrylicy.

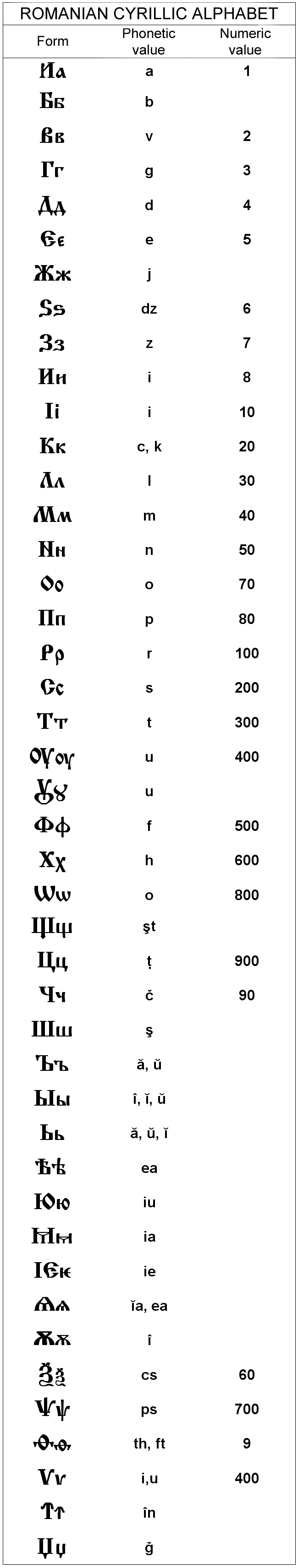
Cyrylica używana do XIX w.

| А а | Б б | В в | Г г | Д д | Е е | Ж ж |
| Ӂ ӂ | З з | И и | Й й | К к | Л л | М м |
| Н н | О о | П п | Р р | С с | Т т | У у |
| Ф ф | Х х | Ц ц | Ч ч | Ш ш | Ы ы | Ь ь |
| Э э | Ю ю | Я я |     |     |     |     |

## Język literacki

### Najstarsze zabytki literackie

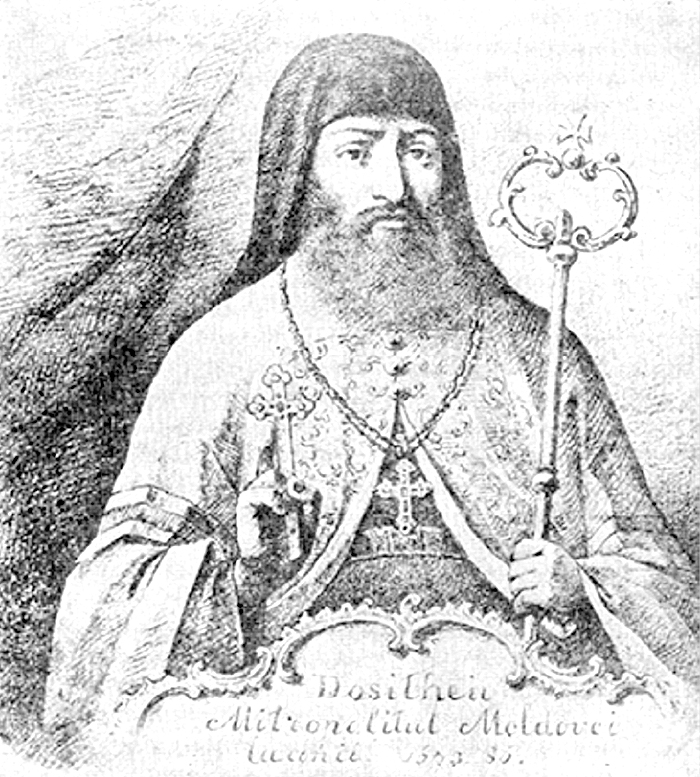
Dosoftei – jeden z pierwszych pisarzy piszących po mołdawsku

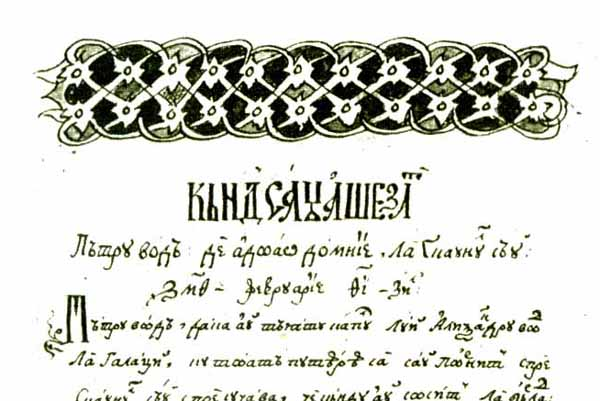
Fragment Latopisu Mołdawskiego autorstwa Grigora Ureche z lat 1642–1647

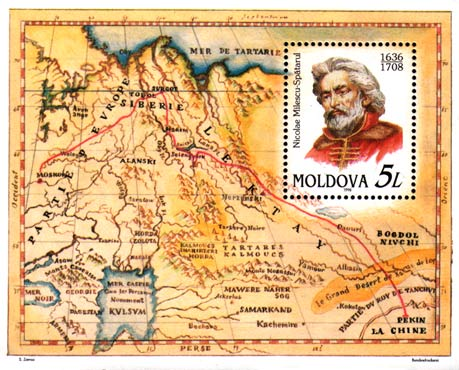
Trasa podróży mołdawskiego pisarza Nicolae Milesca-Spătarula poprzez Syberię do Chin. Pod wpływem tej podróży Milescu napisał dziennik, który stał się podstawowym źródłem informacji o Chinach w ówczesnej Europie. Mołdawski znaczek pocztowy

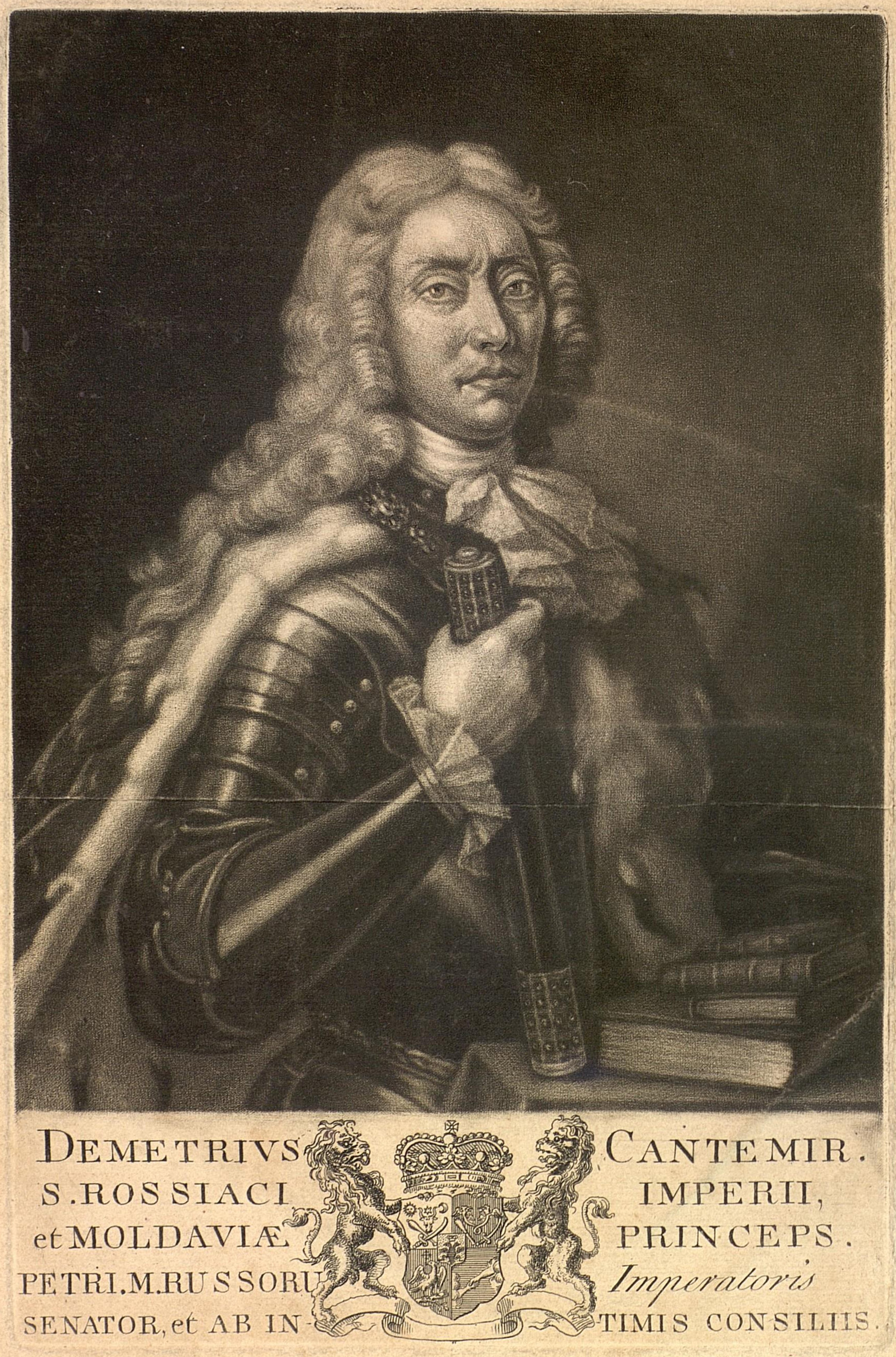
Książę Dymitr Kantemir – jeden z najsławniejszych pisarzy mołdawskich. Ilustracja ze strony tytułowej pierwszego wydania „Opisu Mołdawii” (1716).

#### XVI wiek
Do końca XVII wieku w Hospodarstwie Mołdawskim były używane jako języki państwowe i liturgiczne język cerkiewnosłowiański oraz język ruski. Do początku XVI wieku literatura mołdawska istniała wyłącznie w językach cerkiewnosłowiańskim i ruskim. Najstarsze zabytki języka mołdawskiego pochodzą z pierwszej połowy XVI wieku. Należą do nich przekłady fragmentów Biblii, min. Psałterz szkejański (Psaltirea Scheiană), Psałterz woroniecki (Psaltirea Voronețeană) i Psaltirea Hurmuzaki (dokładne daty powstania rękopisów pozostają nieznane). Innym zabytkiem jest Codicele Voronețean – pierwszy tekst literacki z uwzględnionym rotacyzmem mołdawsko-rumuńskim.

#### XVII wiek
W XVII wieku wielu mołdawskich bojarów emigrowało do sąsiadującej wówczas z Mołdawią Rzeczypospolitej, gdzie zazwyczaj pobierali nauki w kościelnych szkołach jezuickich. Na uczelniach tych był położony nacisk na łacińskie elementy w języku mołdawskich obywateli, który w tym czasie miał charakter mieszany, romańsko-słowiański. Propagacja „łacińskiego, rzymskiego” pochodzenia leżała w interesie katolickich duchownych, ponieważ umożliwiała wywieranie nacisku na mołdawską cerkiew prawosławną, w której wówczas dominował ryt słowiański. Dla Mołdawian była atrakcyjna ze względu na zwiększenie ich prestiżu, mogli się uważać za „równowartościowych” lub „bardziej wartościowych” od sąsiednich narodów. Słowo „Rumun” znaczy „Rzymianin”, dosłownie pochodzący od „Romulusa” (nb. stąd pomnik rzymskiej wilczycy w każdym większym rumuńskim mieście).
Pierwszym wśród Mołdawian, który wskazał na łacińskie pochodzenie języka mołdawskiego był bojar Grigore Ureche (1590–1647). Ureche pobierał nauki w jezuickiej szkole we Lwowie. W jednej z części wstępu do swego Latopisu Mołdawskiego (1642–1647, mołd. Letopisețul țărâi Moldovei, de când s-au descălecat țara...), którą zatytułował O naszym mołdawskim języku (mołd. Pentru limba noastră moldovenească) prezentuje tezę o łacińskich korzeniach języka mołdawskiego. Tradycję zapoczątkowaną przez Ureche kontynuował Miron Kostyn (1633–1691), który uzyskał wykształcenie w jezuickiej szkole w miasteczku Bar tuż u mołdawskich granic. Jego niedokończona praca O mołdawskim narodzie (1686–1691, mołd. De neamul moldovenilor, din ce țară au ieșit strămoșii lor) jest nastawioną na polemikę monografią o pochodzeniu Mołdawian oraz ich języka. Kostyn był przekonany, że Mołdawianie pochodzą bezpośrednio od starożytnych Rzymian. Kostyn po śmierci Ureche kontynuował prace nad „Latopisem Mołdawskim” opisując w nim historię Mołdawii do 1661 r. Po śmierci Kostyna latopis dokończył ostatni z wielkich kronikarzy mołdawskich – Ion Neculce (1672–1745) opisując w nim wydarzenia do 1743 r.
Do zabytków starej literatury mołdawskiej należą także dzieła prawosławnego duchownego Dosofteia. Dosoftei przywiózł z Moskwy do ówczesnej stolicy Mołdawii Jassów jedną z pierwszych na ziemiach mołdawskich drukarni, za pomocą której wydawał pierwsze drukowane księgi w języku mołdawskim. W większości były to przekłady tekstów liturgicznych, do najbardziej znanych należy Psałterz świętego proroka Dawida napisany wierszem (mołd. Psâltirea Svîntului prooroc David pre versuri tocmită, 1673) oraz Psaltirea de-nțeles (1680). Dzięki staraniom Dosofteia język mołdawski stał się obok języka cerkiewnosłowiańskiego językiem liturgicznym w Hospodarstwie Mołdawskim. Do przedstawicieli XVII. wiecznej literatury mołdawskiej należy także Nicolae Milescu Spătarul (ros. Николай Гаврилович Спафарий) tworzący przede wszystkim po rosyjsku i łacinie. W 1630 roku dokonał on pierwszego, kompletnego przekładu Biblii na język rumuński i mołdawski (tzw. Biblia Bukareszteńska).
Pod koniec XVII wieku zadebiutował również jeden z najsławniejszych pisarzy mołdawskich – książę Dymitr Kantemir (1673–1723). Do napisania traktatu Dywan lub kłótnia mądrego ze światem (mołd. Divanul sau Gâlceava înțeleptului cu lumea sau Giudețul sufletului cu trupul, 1698) zainspirowały go dzieła autorów średniowiecznych, piszących o sprzeczności woli duszy z wolą ciała.

#### XVIII wiek
Najznaczniejszym zabytkiem literackim napisanym po mołdawsku jest powieść alegoryczna pdt. Historia hieroglificzna (mołd. Istoria ieroglifică, 1705) autorstwa Dymitra Kantemira. Historia hieroglificzna jest pierwszą powieścią napisaną w języku mołdawskim w ogóle. Wydarzenia polityczne w Mołdawii z przełomu XVII i XVIII w. są w niej przedstawione jako spór o następstwo tronu, toczący się pomiędzy państwem Lwa, rządzonym przez Jednorożca (tzn. Kantemira) a państwem Orła, którym włada Gawron (wołoski książę Konstantyn Brynkoweński, mołd. Constantin Brâncoveanu). Kantemir w swej powieści sprzeciwia się wołoskim ingerencjom w wewnętrzne sprawy Mołdawii. Barokowa budowa utworu zawiera liczne dygresje, wątki poboczne i rozważania filozoficzne.
Do innych dzieł tego autora należy także napisana po łacinie i mołdawsku Kronika starożytności Rzymiano-Mołdawiano-Wołochów (mołd. Hronicul vechimii romano-moldo-vlahilor, 1717–1722). W swej kronice Kantemir broni tezę o czysto rzymskim pochodzeniu Mołdawian i Wołochów. Podobnie jak Miron Kostyn, Kantemir uważa Mołdawian za część większego „rzymskiego narodu” – jako „naród w narodzie”. W latach 1714–1716 Kantemir pod wpływem filozofa Gottfrieda Leibniza i Pruskiej Akademii Nauk napisał po łacinie pracę pt. Descriptio Moldaviae (pol. Opis Mołdawii), pierwszą pracę naukową dotyczącą mołdawskiej historii, geografii, systemu politycznego, cerkwi prawosławnej, obyczajów i piśmiennictwa. Praca ta do dzisiaj posiada niemałą wartość naukową i literacką.

### Reromanizacja języka

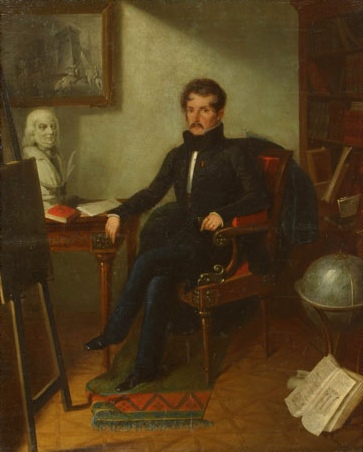
Gheorghe Asachi – portret pędzla Giovanni Schiavoniego z 1830 r.

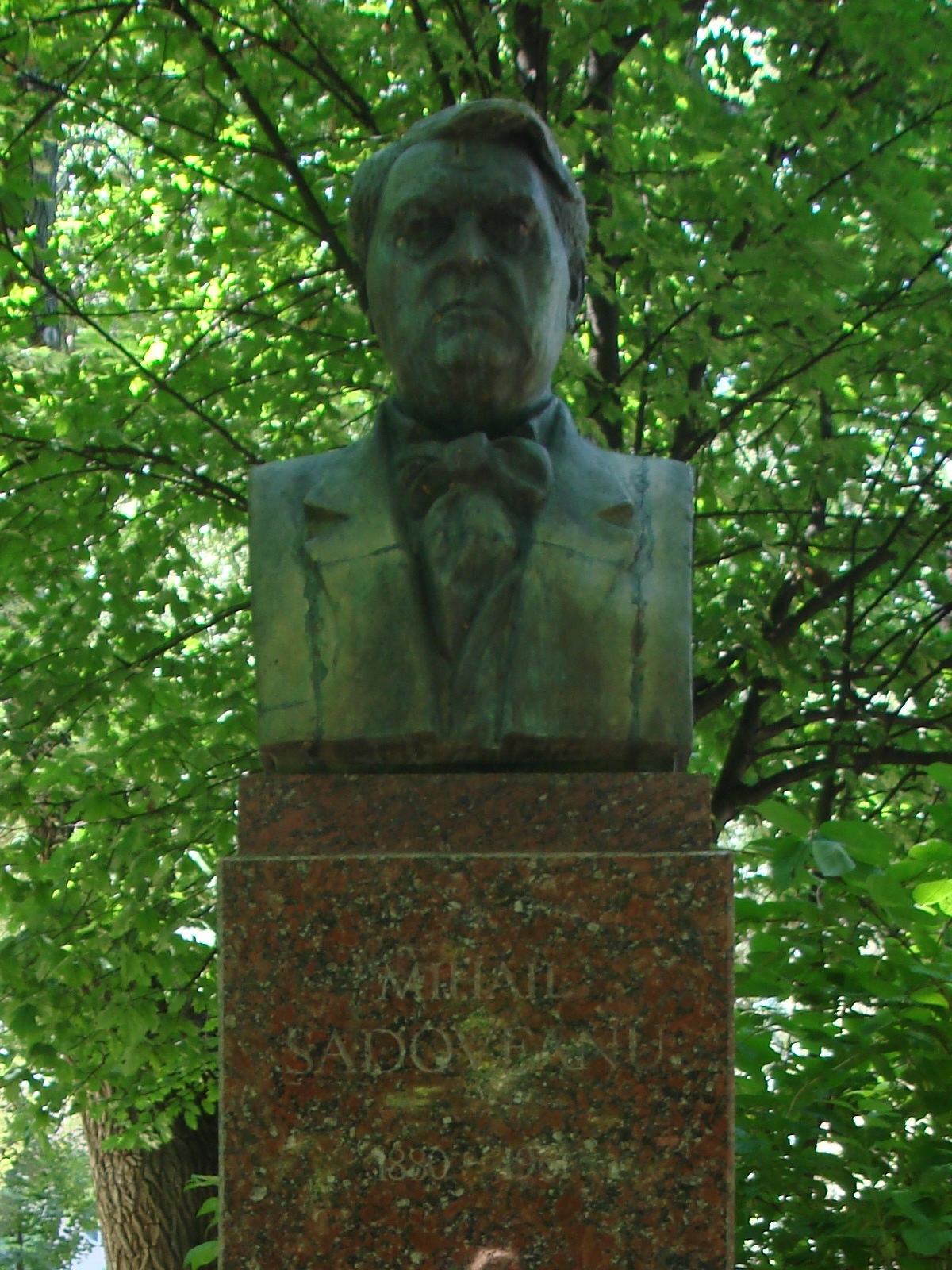
Popiersie Mihaila Sadoveana w Parku Stefana Wielkiego w Kiszyniowie.

Pierwsze próby świadomej romanizacji języka miały miejsce na końcu XVIII wieku i świadczą o nich dzieła greckokatolickich (unickich) księży – przedstawicieli tzw. szkoły siedmiogrodzkiej. W Siedmiogrodzie unia kościelna w XVI wieku (wejście Cerkwi prawosławnej pod rzymską jurysdykcję), osiągnęła dość „dobre” wyniki (około 5% rumuńskich wierzących było i jest „unitami”). W kontekście sytuacji prawnej Wołochów (którzy np. przez wiele stuleci nie mogli się osiedlać w niemieckich miastach Transylwanii) w Monarchii Habsburskiej, unia kościelna i „odkryte pochodzenie rzymskie” stały się dla nich wygodą.
Do końca XVIII w. język Mołdawian i Wołochów był językiem mieszanym, o charakterze romańsko-słowiańskim. Świadczą o tym pierwsze prace lingwistyczne i słowniki etymologiczne klasyfikujące ten język raz jako słowiański, innym razem jako romański.
W dziełach literackich i w pracach językoznawczych przedstawicieli szkoły siedmiogrodzkiej występują zamiast słów pochodzenia słowiańskiego neologizmy, tworzone na bazie łaciny. Alfabet łaciński, którego także zaczęto używać w Siedmiogrodzie, po roku 1815 pojawił się także w Mołdawii i na Wołoszczyźnie, gdzie do końca XIX wieku całkowicie zastąpił do tej pory używaną cyrylicę. Do połowy XIX wieku język rumuński został już tak bardzo pozbawiony elementów słowiańskich w oparciu o francuski i włoski, że można mówić o nowym konstruowaniu języka. W krajach rumuńskich długo istniał fenomen znacznych rozbieżności między konstruowanym językiem literackim i tradycyjnym językiem ludowym. W przeciwieństwie do innych państw, np. Grecji, w Rumunii język literacki stał się językiem państwowym.
Przykład reromanizacji języka na nazwie „język rumuński”
- Limba rumânească – pierwotna nazwa
- Limba românească – zastąpienie głoski „u” głoską „o”, nazwa staje się bardziej podobna do słowa „Roma” (Rzym)
- Limba română – pozbycie się słowiańskiej formy gramatycznej „-ască”; współczesna nazwa

Język rumuński/mołdawski, który rozwijał się także na terenie rosyjskiej guberni besarabskiej, był częściowo odizolowany od reromanizacyjnych działań na terytoriach dzisiejszej Rumunii. Mołdawianie zachowali oryginalną nazwę swojego języka „limba moldovenească”.
Do pisarzy mołdawskich sprzeciwiających się idei jednego państwa i narodu rumuńskiego należał m.in. Gheorghe Asachi. Twórczość literacka Asachiego stanowi jakoby pomost pomiędzy klasycyzmem i romantyzmem w literaturze mołdawskiej. Język poetycki Asachiego jest bardzo stylizowany. Występuje w nim wiele archaizmów, pojawiają się liczne mołdawskie regionalizmy, związki frazeologiczne i specyficzne metafory.

#### Mołdawska literatura rumuńska
Po zjednoczeniu Mołdawii i Wołoszczyzny (1859) oraz powstaniu Rumunii (1861) doszło do zaniku oficjalnej literatury mołdawskiej. Do mołdawskich pisarzy rumuńskich należeli m.in. Constantin Negruzzi, Vasile Alecsandri, Mihail Kogălniceanu, Alexandru Russo, Ion Creangă, Mihai Eminescu, Bogdan Petriceicu Hasdeu. W pracach tych autorów występuje wiele mołdawskich cech językowych. Najbardziej widocznymi są liczne „regionalizmy” mołdawskie. Pisarze z obszaru dawnej Mołdawii nadal jednak często nawiązywali do mołdawskich tradycji literackich i akcentowali odrębność kulturową Mołdawian. Do pisarzy tych należał np. pochodzący z okolic Jassów Mihail Sadoveanu. Był on szczególnie mocno zainteresowany mołdawską kulturą ludową i historią państwa mołdawskiego, czemu dał wyraz w opowiadaniach i powieściach, np. Bordeenii (1912), opisując życie we wsiach i małych miasteczkach Mołdawii, jak i historię Mołdawii.
Język i literatura mołdawska rozwijały się również w rosyjskiej guberni besarabskiej. Do pisarzy besarabskich należeli w tym czasie m.in. Alexandru Donici (Александр Донич) i Constantin Stamati (Константин Стамати).

### Mołdawska literatura radziecka

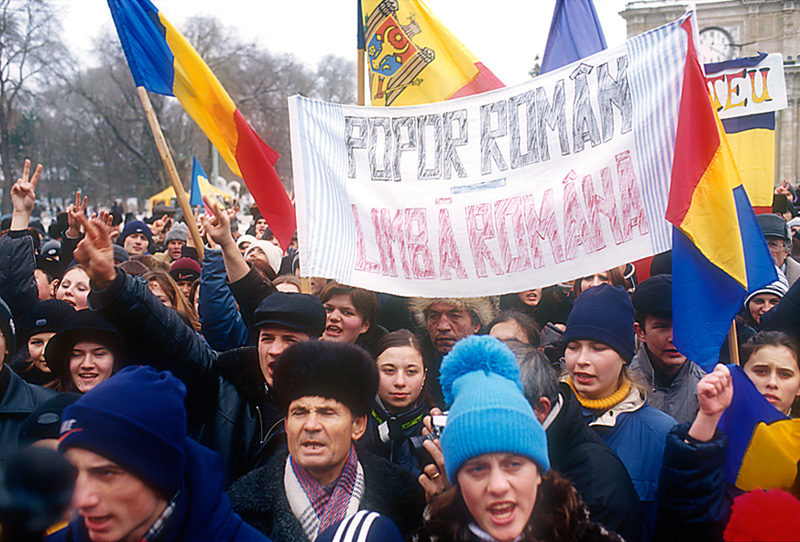
Protest przeciw uznawaniu odrębności języka mołdawskiego. Kiszyniów, 2002 r. Około 4,5% mieszkańców Kiszyniowa uważa się za Rumunów

Nazwa język mołdawski, jako określenie języka urzędowego, została ponownie wprowadzona do użytku w Mołdawskiej Autonomicznej Socjalistycznej Republice Radzieckiej, w ramach polityki mołdawianistycznej. W 1938 r. do jego zapisu ponownie zaczęto używać cyrylicy, która była używana oficjalnie w Mołdawii do 1989 roku, w Mołdawii Naddniestrzańskiej jest używana do dzisiaj. Zabiegi językowe miały na celu częściowe przerwanie więzi łączących Mołdawię z Rumunią i wzmocnienie tożsamości narodowej Mołdawian.
Do mołdawskich pisarzy radzieckich należeli m.in. Mihail Andriescu (Михаил Андриеску), Leonid Corneanu (Леонид Корняну), Liviu Deleanu (Ливиу Делеану), Andriej Lupan (Андрей Лупан), Emilian Bucov (Емилиан Буков), Iosif Balţan (Иосиф Балцан) i Ion Canna (Ион Канна). W okresie radzieckim zyskał olbrzymią popularność Ion Druță (Ион Друцэ), najczęściej cytowany i tłumaczony pisarz mołdawski tego okresu oraz poeta i reżyser Emil Loteanu (Эмил Лотяну).

### Współczesność

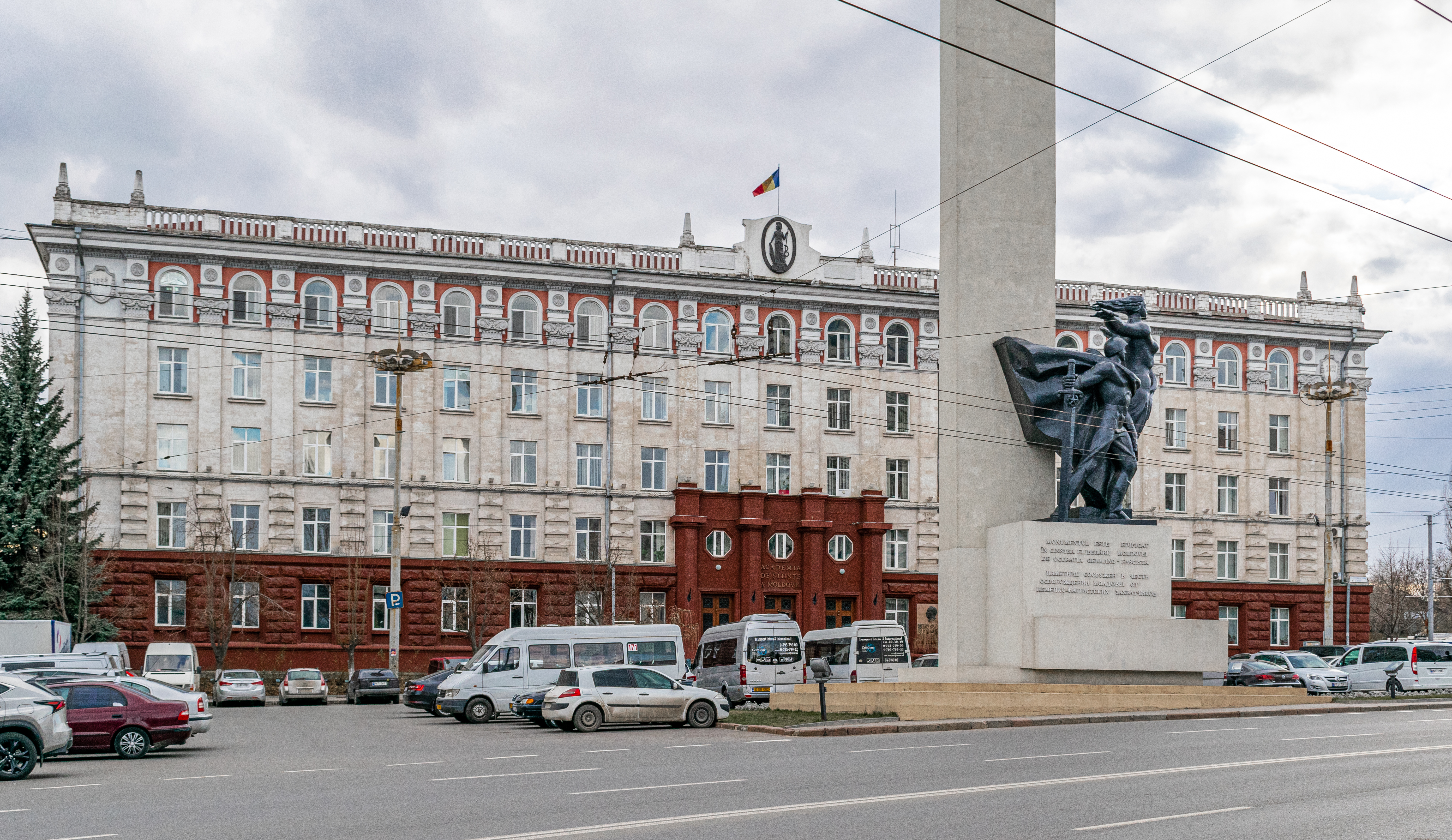
Siedziba Mołdawskiej Akademii Nauk – organu regulowania języka mołdawskiego. Kiszyniów

W ogłoszonej w 1991 roku deklaracji niepodległości Mołdawii stwierdzono, że oficjalnym językiem nowego suwerennego państwa będzie rumuński. Wkrótce jednak władze nowo powstałej republiki przyjęły politykę separatyzmu językowego i w konstytucji z 1994 roku nazwa języka oficjalnego została zmieniona na „mołdawski”.
Między mołdawskim a rumuńskim językiem literackim nie ma obecnie żadnych istotnych różnic. Przez większość lingwistów nie jest uważany za odrębny język, lecz za odmianę rumuńskiego. Niemniej dzięki wieloletniej izolacji Mołdawian i Rumunów wykształciły się pewne różnice pozwalające na wydanie pierwszego mołdawsko-rumuńskiego słownika autorstwa Vasila Stati w 2003 roku, zawierającego 19 tysięcy haseł. We wstępie do swojej pracy autor słownika przekonuje, że mołdawski język literacki jest bardziej archaiczny (słownictwo, gramatyka) od rumuńskiego. Koncepcja taka wzbudziła kontrowersje – Ion Bărbuță, prezes Instytutu Lingwistyki Akademii Nauk Mołdawii, określił go jako „absurd służący celom politycznym”. Z kolei Akademia Rumuńska zadeklarowała, że wszystkie słowa przedstawione jako mołdawskie uznaje za należące do języka rumuńskiego. Parlament Mołdawii uznał w ustawie z 3 marca 2023 język mołdawski za tożsamy z rumuńskim.
Do najznaczniejszych badaczy literatury i języka mołdawskiego należą Nicolae Corlăteanu, Vasile Coroban oraz Rubin Udler. Najbardziej znanymi współczesnymi pisarzami mołdawskimi są, m.in. Ion Druță, Grigore Vieru, Nicolae Dabija i Vasile Stati.
Wikipedia mołdawska używająca cyrylicy została zamknięta mając 401 artykułów, łacińska nie powstała.

## Cyrylica
Starej cyrylicy do zapisywania języka mołdawskiego i rumuńskiego najdłużej używano w niektórych monasterach prawosławnych. Istnieją doniesienia, że jeszcze na początku XX wieku na Świętej Górze Athos, gdzie rumuński jest jednym z języków liturgicznych, stosowano do jego zapisywania starą cyrylicę. Po 1862 roku, gdy alfabet cyrylicki zastąpiono łacinką, powstała specjalna czcionka stylizowana na cyrylicę. Za pomocą tej czcionki jest obecnie wydawana w Mołdawii i Rumunii większość prawosławnych tekstów religijnych.